# Калиновка (приток Тетерева)
Калиновка (укр. Калинівка) — река в Житомирском районе Житомирской области Украины, левый приток реки Тетерев.

## Этимология
Топоним Калиновка образован добавлением суффикса -івк к названию растения калина. Будучи широко распространённым на Украине растением, калина произрастает во влажных местах по берегам рек. С данным кустарником, связывают, в том числе, имя притока Тетерева.

## Географическое описание
Длина Калиновки составляет 11 км (по другим данным — 10 км). Ширина в верхнем течении составляет 1,0 м; глубина — 1,8 м; грунт дна — песчаный.
Калиновка берёт начало на территории Житомирского района у восточной окраины города Житомир, на высоте около 220 м. Течёт в общем юго-восточном направлении, в нижнем течении — с более значительным уклоном на юг. Вдоль берегов реки расположен один населённый пункт — село Калиновка, — где через неё переброшен мост. В районе одноимённого села Калиновка имеет пересыхающий участок, в верховьях и низовьях течёт постоянно.
Впадает слева в реку Тетерев в районе села Левков, на высоте около 160 м.